# إعراب تقديري
هناك كلمات لا تظهر عليها علامة الإعراب التي يقتضيها موقعها في الجملة، ولا يرجع عدم ظهور العلامات إلى أن هذه الكلمات مبنية بل إلى أسباب أخرى، وهذا النوع من الإعراب نسميه الإعراب بالعلامات المقدرة، والعلامات المقدرة قد تكون حركات كما قد تكون حروفًا.

## أسباب الإعراب بالعلامات المقدرة
للإعراب بالعلامات المقدرة أسباب ثلاثة هي:
1. عدم صلاحية الحرف الأخير من الكلمة لتحمل علامة الإعراب
2. وجود حرف يقتضي حركة معينة تناسبه
3. وجود حرف جر زائد أو شبيه به[1]

### عدم صلاحية الحرف الأخير من الكلمة لتحمل علامة الإعراب
إذا كانت الكلمة منتهية بحرف من حروف العلة، متعذِّرًا أو ثقيلًا، أن يتقبل لأي حركة الإعراب في الأساس - في الضمة والفتحة والكسرة - وهذه الحركات - كما يقول اللغويون - أبعاض حروف المد، أي أن الضمة جزء من الواو، والفتحة جزء من الألف، والكسرة جزء من الياء. والكلمات من هذا النوع يمكن ترتيبها على النحو التالي:
1. الاسم المقصور
2. الاسم المنقوص
3. الفعل المضارع مُعتل الآخر

#### الاسم المقصور
الاسم المقصور هو الاسم المعرب الذي في آخره ألف لازمة، مثل مصطفى، وفتى. وجنى، وعصا. وتقدر عليه الحركات الثلاث، لأن الألف لا تقبل الحركة مطلقًا، ولذلك نعربه بحركة مقدرة منع من ظهورها التعذر، أي استحالة وجود الحركة مع الألف، فنقول:
- جاء الفتى: فاعل مرفوع، وعلامة رفعه الضمة المقدرة، منع من ظهورها التعذر.
- رأيتُ فتى: مفعول به منصوب، وعلامة نصبه الفتحة المقدرة، منع من ظهورها التعذر.
- مررتُ بفتى: اسم مجرور بالباء، وعلامة جره الكسرة المقدرة، منع من ظهورها التعذر.

وإذا كان الاسم المقصور ممنوعًا من الصرف، فإنه لا يُنوَّن، ويُجر بالفتحة، مثل حال أي اسم ممنوع من الصرف؛ فنقول:
- جاء موسى: فاعل مرفوع، وعلامة رفعه الضمة المقدرة، منع من ظهورها التعذر.
- رأيتُ موسى: مفعول به منصوب، وعلامة نصبه الفتحة المقدرة، منع من ظهورها التعذر.
- مررتُ بموسى: اسم مجرور بالباء، وعلامة جره الفتحة المقدرة، منع من ظهورها التعذر.

#### الاسم المنقوص
الاسم المنقوص هو الاسم المعرب الذي آخره ياء لازمة، غير مُشدَّدة، وقبلها كسرة، مثل رامي، وقاضي. وهذا الاسم تُقدَّر عليه حركتان فقط هما الضمة والكسرة، وذلك لأن الياء الممدودة يناسب كسر ما قبلها، والضمة حركة ثقيلة فيعسر الانتقال من كسر إلى ضم، كما أن الكسرة جزء من الياء كما ذكرنا، ويستثقل تحريك الياء بجزء منها. أما الفتحة فهي أخف الحركات، ولذلك تظهر على الياء ولا تُقدَّر، فنقول:
- جاء القاضِيْ: فاعل مرفوع، وعلامة رفعه الضمة المقدرة، منع من ظهورها الثقل.
- مررتُ بالقاضِيْ: اسم مجرور بالباء، وعلامة جره الكسرة المقدرة، منع من ظهورها الثقل.
- رأيتُ القاضِيَ: مفعول به منصوب، وعلامة نصبه الفتحة الظاهرة على آخره.

فإذا كان الاسم المنقوص نكرة، حذفَت ياؤه، وعُوِّض عنها بتنوين، يُسمى تنوين العوض، وذلك في حالتي الرفع والجر فقط، فنقول
- جاء قاضٍ: فاعل مرفوع، وعلامة رفعه الضمة المقدرة على الياء المحذوفة، منع من ظهورها الثقل.
- مررتُ بقاضٍ: اسم مجرور بالباء، وعلامة جره الكسرة المقدرة على الياء المحذوفة، منع من ظهورها الثقل.

أما في حالة النصب، فلا تُحذف الياء:
- رأيتُ قاضيًا: مفعول به منصوب، وعلامة نصبه الفتحة الظاهرة على آخره.

وإذا كان الاسم المنقوص ممنوعًا من الصرف، لكونه من صيغ منتهى الجموع، قُدِّرَت فيه علامة الرفع والجر، وحذفَت تنوين نكرته، وحذفت الياء، وعوضَت عنها تنوين العوض، وأظهرَت علامة النصب، فتقول:
- هذه بوادٍ: خبر مرفوع، وعلامة رفعة الضمة المقدرة على الياء المحذوفة، منع من ظهورها الثقل.
- مررتُ ببوادٍ: اسم مجرور بالباء، وعلامة جره الفتحة المقدر على الياء المحذوفة، منع من ظهورها الثقل.
- رأيتُ بوادي: مفعول به منصوب، وعلامة نصبه الفتحة الظاهرة على آخره.

#### الفعل المضارع المعتل الآخر
وهذا الفعل إما أن يكون آخره ألفًا أو واوًا أو ياءً، فإذا كان آخره ألفًا، قُدِّرَت عليه حركتا الرفع والنصب، وعلته التعذر، أي مثل الاسم المقصور؛ أما في حالة الجزم فتظهر فيه علامات الإعراب التي في حذف حرف العلة، فنقول:
- هو يسعى إلى الخير: فعل مضارع مرفوع، وعلامة رفعه الضمة المقدرة، منع من ظهورها التعذر.
- إنه لن يرضى بما تعرض عليه: فعل مضارع منصوب، بـ(لن)، وعلامة نصبه الفتحة المقدرة، منع من ظهورها التعذر.
- لا تخشَ غير الله: فعل مضارع مجزوم بـ(لا) الناهية، وعلامة جزمه حذف حرف العلة.

فإن كان آخر الحرف واوًا أو ياءً، قُدِّرَت عليه حركة واحدة فقط، هي الضمة للثقل، وتظهر عليه الفتحة لخفتها، وكذلك يظهر الحزم لأنه يحذف حرف العلة، فنقول:
- هو يدعو الناس إلى الخير: فعل مضارع مرفوع، وعلامة رفعه الضمة المقدرة، منع من ظهورها الثقل.
- هو يأتيك بالخبر اليقين: فعل مضارع مرفوع، وعلامة رفعه الضمة المقدرة، منع من ظهورها الثقل.
- يحب أن يعفوَ عن المسيء: فعل مضارع منصوب، وعلامة نصبه الفتحة الظاهرة على آخره.
- لن يأتيَ اليوم: فعل مضارع منصوب، بـ(لن)، وعلامة نصبه الفتحة الظاهرة على آخره.
- لا تدعُ إلا إلى خير: فعل مضارع مجزوم، بـ(لا) الناهية، وعلامة جزمه حذف حرف العلة.
- لم يأتِ أمس: فعل مضارع مجزوم، بـ(لم)، وعلامة جزمه حذف حرف العلة.

### وجود حرف يقتضي حركة معينة تناسبه
وهذا يكون في الاسم المضاف إلى ياء المتكلم فقط، لأن ياء المتكلم التي هي مضاف إليه، تكون بعد الحرف الأخير من الاسم مباشرةً، وهذا الحرف الأخير هو موضع علامات الإعراب، ولكن ياء المتكلم تقتضي وجود كسرة تناسبها، أي أن الحرف الأخير لا بد أن يكون مكسورًا، وعلامات الإعراب - في الاسم - ضمة وفتحة وكسرة، ولا يمكن تحريك الحرف الواحد بحركتين في وقت واحد. كسرة المناسبة للياء وحركة الإعراب فتقدر حركات الإعراب الثلاث بسبب حركة المناسبة، فنقول:
- جاء صديقي: فاعل مرفوع، وعلامة رفعه الضمة المقدرة، على ما قبل الياء، منع من ظهورها اشتغال المحل بحركة المناسبة.
- رأيتُ صديقي: مفعول به منصوب، وعلامة نصبه الفتحة المقدرة، على ما قبل الياء، منع من ظهورها اشتغال المحل بحركة المناسبة.
- مررتُ بصديقي: اسم مجرور بالباء، وعلامة جره الكسرة المقدرة، على ما قبل الياء، منع من ظهورها اشتغال المحل بحركة المناسبة.

ويصدق ذلك أيضًا على جمع التكسير، وجمع المؤنث السالم، فنقول:
- جاء أصدقائي
- جاءت أخواتي
- رأيتُ أصدقائي
- رأيتُ أخواتي
- مررتُ بأصدقائي
- مررتُ بأخواتي

أما إذا كان الاسم المضاف إلى ياء المتكلم مثنى، أو جمع مذكر سالم، فلا تقدر عليه علامات الإعراب، فنقول:
- جاء صديقاي: فاعل مرفوع بالألف.
- رأيتُ صديقيَّ: مفعول به منصوب بالياء (المدغمة في ياء المتكلم).
- مررتُ بصديقيَّ: اسم مجرور وعلامة جره الياء (المدغمة في ياء المتكلم)
- جاء مهندسيَّ: فاعل مرفوع بالواو (التي انقلبَت ياءً ثم أُدغمَت في ياء المتكلم، أصلها مهندسوي)
- رأيتُ مهندسيَّ: مفعول به منصوب بالياء (المدغمة في ياء المتكلم)
- مررتُ بمهندسيَّ: اسم مجرور بالباء وعلامة جره الياء (المدغمة في ياء المتكلم)

أما الاسم المقصور أو المنقوص المضاف إلى ياء المتكلم فتقدر عليه حركات الإعراب، لا بسبب إضافته إليها، بل للأسباب المذكور آنفًا، فنقول:
- هذا فتاي: فاعل مرفوع بالضم المقدر، منع من ظهوره التعذر.
- رأيتُ فتاي: مفعول به منصوب بالفتح المقدر، منع من ظهوره التعذر.
- مررتُ بفتاي: مجرور بالباء، وعلامة جره الكسر المقدر، منع من ظهوره التعذر.
- جاء محاميَّ: فاعل مرفوع، بالضم المقدر، على الياء (المدغمة في ياء المتكلم).
- رأيتُ محاميَّ: مفعول به منصوب، بالفتح الظاهرة، على الياء (المدغمة في ياء المتكلم).
- مررتُ بمحاميَّ: مجرور بالباء، وعلامة جره الكسر المقدر، على الياء (المدغمة في ياء المتكلم).

### وجود حرف جر زائد أو شبيه بالزائد
حروف الجر الزائدة هي حروف لا تؤدي الوظيفة التي يقتضيها الجر في العربية، ولكنها مع ذلك تؤثر في الاسم الذي بعدها فتجره، فنعربه بعلامات مقدرة منع من ظهورها اشتغال المحل بحركة حرف الجر الزائد، لأن محل الإعراب - كما سبق - لا يتحمل علامتين في وقت واحد، مثل:
- ما جاء من رجل: من حرف جر زائد، رجل فاعل مرفوع بضمة مقدرة منع من ظهورها اشتغال المحل بحركة حرف الجر الزائد.
- ما رأيتُ من رجل: من حرف جر زائد، رجل مفعول به منصوب بفتحة مقدرة منع من ظهورها اشتغال المحل بحركة حرف الجر الزائد.
- ﴿لَسْتَ عَلَيْهِمْ بِمُسَيْطِرٍ﴾ خبر (ليس) منصوب بفتحة مقدرة منع من ظهورها اشتغال المحل بحركة حرف الجر الزائد.

وقد تكون العلامة المقدرة حركة، كما في الأمثلة السابقة، وقد تكون حرفًا، مثل:
- هل من مخلصين يفعلون ذلك: من حرف جر زائد، مخلصين مبتدأ مرفوع بواو مقدرة منع من ظهورها اشتغال المحل بحركة حرف الجر الزائد.
- ليسا بمؤمنين: الباء حرف جر زائد، مؤمنين خبر (ليس) منصوب بياء مقدرة منع من ظهورها اشتغال المحل بحركة حرف الجر الزائد.
- ليسوا بمؤمنين: الباء حرف جر زائد، مؤمنين خبر (ليس) منصوب بياء مقدرة منع من ظهورها اشتغال المحل بحركة حرف الجر الزائد.

أنا حرف الجر الشبيه بالزائد فهو (رُبَّ) وواوها، فتقول:
- رُبَّ ضارة نافعة: رب حرب جر شبيه بالزائد، ضارة مبتدأ مرفوع وعلامة رفعه الضمة المقدرة، منع من ظهورها اشتغال المحل بحركة حرف الجر الشبيه بالزائد.
- وليل كموج البحر أرخى سدوله: الواو واو رب حرف جر شبيه بالزائد، ليل مبتدأ مرفوع وعلامة رفعه الضمة المقدرة منع من ظهورها اشتغال المحل بحركة حرف الجر الشبيه بالزائد، والجملة الفعلية خبره.